# PayPal Park
El PayPal Park (anteriormente llamado Avaya Stadium) es un estadio de fútbol ubicado en la ciudad de San José, California en los Estados Unidos. Se encuentra cerca del Aeropuerto Internacional de San José. En este estadio disputa sus partidos el equipo San Jose Earthquakes de la Major League Soccer y Bay Football Club de la National Women's Soccer League. El estadio fue inaugurado en el año 2015.